# محمد مدحت
محمد مدحت (مواليد 10 أكتوبر 1989، لاعب كرة قدم قطري يجيد اللعب في مركز الوسط .
لعب مع نادي معيذر ونادي مسيمير .

## روابط خارجية
- محمد مدحت على موقع قاعدة بيانات كرة القدم.إي يو (الإنجليزية)
- محمد مدحت على موقع Soccerway.com (الإنجليزية)